# Petre Gusti
Petre Gusti (n. 13 decembrie 1918, Iași – d. ianuarie 1993, București) a fost un solist de romanțe și muzică ușoară, mai ales în perioada interbelică.

## Biografie
Petre Gusti a fost un cunoscut cântăreț de muzică ușoară în prima parte a tinereței. Mulți patroni de restaurante și baruri apelau la cântăreții de revistă, angajându-i să evolueze după spectacole, către miezul nopții, mizând pe popularitatea câștigată în teatre. Astfel, și Petre Gusti a fost prezent pe scenele Alhambra, Cărăbuș, Gioconda, Ion Vasilescu etc. unde își completa salariul modest cu angajamente temporare la restaurante precum Zissu, Vișoiu, Parcul trandafirilor, Roata lumii, Răcaru etc.
S-a afirmat și ca bun actor, apărând în reprezentațiile Și Ilie face spor, Visle se împlinesc sau Cer cuvântul!.
Între anii 1940-1945 susține numeroase concerte și spectacole pe front. În această perioadă imprima melodii la casa de discuri Odeon, iar mai târziu, și la Electrecord.
Cântă la micile grădini de vară din București, unde îi are ca colegi pe Maria Tănase, Rodica Bujor, Ioana Radu, Maria Lătărețu, Titi Botez, Ion Luican, Dorel Livianu, Constantin Lungeanu, Viorica Vrioni, Nicu Stoenescu, Alexandru Bojenescu sau Petre Alexandru.
Lansează numeroase șlagăre și romanțe, printre care De la mine la Ploiești, Și pentru ochii tăi cei negrii de Margareta Xenopol sau Adio, pentru totdeauna de Ionel Fernic.
A participat la numeroase ediții ale Festivalului „Crizantema de aur” atât ca interpret cât și ca membru în juriu, având drept colegi pe: Nicu Stoenescu, Rodica Bujor, Ioana Radu, Alexandru Grozuță, Ion Luican, Dorina Drăghici, Mia Braia, Emil Gavriș sau Angela Moldovan. 
În perioada anilor '60, acesta nu mai este foarte prezent în viața muzicală, stând mai mult în umbra marilor artiști.
„Nu știu de ce, Petre Gusti, care se afirmase într-o vreme așa de promițătoare cu glasul lui bărbătesc stă departe, în ultima vreme, de estrada marilor cântăreți ai renumitelor vremuri și care încă se mai menține pe firmamentul cântecului nostru românesc.”—Remarcă Cristian Vasile în amintita epistolă adresată prin anii '60 - '65 dr. Nicu Teodorescu.
Pe 8 februarie 1987 participă la spectacolul aniversar Ioana Radu – 70 de ani desfășurat în studioul de concerte „Mihail Jora”. Acolo acesta s-a reîntâlnit cu mari glorii ale muzicii ușoare românești și ale operetei, printre care Alla Baianova, Nicolae Nițescu, Dorin Teodorescu sau Cleopatra Melidoneanu.

## Distincții
A fost distins cu medalia Ordinul „Meritul Cultural” (1968).

## Decesul
Moare în luna ianuarie a anului 1993 în București, fiind găsit mort în fotoliul din locuința sa din Vatra Luminoasă.